# Červený Hrádok
Červený Hrádok is een Slowaakse gemeente in de regio Nitra, en maakt deel uit van het district Zlaté Moravce.
Červený Hrádok telt 418 inwoners.